# Цедлиц, Карл Абрахам фон
Карл А́брахам фон Це́длиц унд Ля́йпе (нем. Karl Abraham von Zedlitz und Leipe; 4 января 1731, Шварцбаувальд, Силезия, — 18 марта 1793, имение Капсдорф, Силезия) — прусский политический деятель, барон.

## Биография
Окончил Рыцарскую академию в Бранденбурге-на-Хафеле, после чего служил в судебном ведомстве.
В 1770 году Фридрих Великий назначил его министром юстиции, затем в его заведование перешли также народное просвещение и духовные дела. Свои взгляды на задачи народного образования он развил во вступительной речи при приёме в Академию наук в 1776 году. По его словам, главная задача образования — сделать человека лучшим гражданином. В основе образования должно лежать учение Христа.

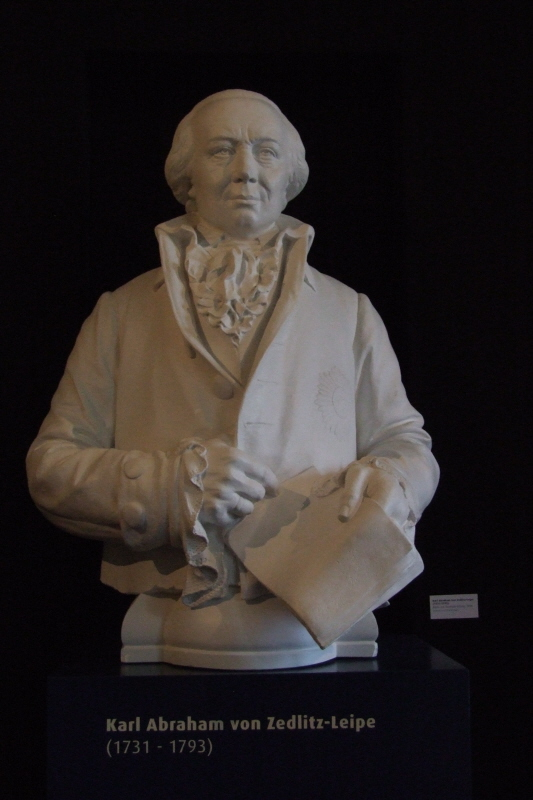
Бюст Цедлица

В январе 1787 года Цедлиц предложил новому королю Фридрих-Вильгельму II (1786—1797) проект преобразований, который состоял из двух частей: введение единого высшего государственного органа для управления школой и изменение всего школьного дела, перестройка всей системы образования и его целей. Претворено в жизнь было только первое.
Во второй части этого плана — неосуществлённой! — Цедлиц разделил начальные учебные заведения на народные школы в деревнях и бюргерские школы в городах, рядом с которыми должны были стоять гимназии (школы для крестьян, горожан и интеллигенции: Bauern-, Bürger- und Gelehrtenschulen). Он сохранил ту постановку народных школ, которая дана была им уставом 1763 года, но весьма значительно увеличил их число; при нём народное образование в Пруссии стало доступным для всех, чем было подготовлено введение обязательного обучения (относящееся к 1819 году). Для народных школ не хватало учителей, несмотря на то, что Цедлиц основал довольно много учительских семинарий; между тем школьный бюджет был очень ограничен и не допускал больших трат. Вследствие этого Цедлиц замещал учительские места солдатами, инвалидами, с жалованьем от 10 до 30 талеров в год (учителя всегда были очень бедными), хотя и сознавал малую их пригодность для учительского дела. Бюргерские школы в городах имели более обширную программу и лучших учителей, чем народные школы.
В гимназическом преподавании Цедлиц был безусловным сторонником классицизма и в частности греческого языка, который он сам изучил, только став министром. Преподавание греческого языка, ранее ведшееся преимущественно по Новому Завету, было им направлено к изучению классиков. Он ввёл в гимназиях обращение к ученикам на «вы» и старался сократить применение наказаний. В 1779 году, во время процесса Арнольда, высказался решительно против короля и отказался наложить наказание на судей, произнесших несправедливый, по мнению короля, приговор. Вследствие этого он некоторое время был в немилости. Тем не менее в общем Цедлиц был министром, вполне подходившим к Фридриху Великому; этому содействовало и его свободомыслие в философских вопросах (он был последователем Канта).
С 1786 года ему стало труднее ладить с Фридрихом-Вильгельмом II. В 1788 году он должен был отказаться от заведования народным просвещением, а в следующем году — совершенно выйти в отставку.
Цедлиц умер 18 марта 1793 года в своем имении Капсдорф.